# Witaliý Alikperow
Witaliý Alikperow (1º agosto 1978) è un ex calciatore turkmeno, di ruolo centrocampista.

## Carriera

### Club
Ha cominciato a giocare al Merw. Nel 2000 è passato al Nisa Aşgabat. Nel 2002 si è trasferito al Garagum. Nel 2003 è stato acquistato dal Nebitçi. Nel 2006 è passato al Nasaf Qarshi. Dopo un'ottima stagione, nel 2007 è passato al Bunyodkor. Nel 2007 è tornato, dopo 8 anni, al Merw. Nel 2014 ha firmato un contratto con il Bagtyýarlyk Türkmenabat.

### Nazionale
Ha debuttato in Nazionale il 3 novembre 1999, nell'amichevole Estonia-Turkmenistan (1-1). Ha partecipato, con la Nazionale, alla Coppa d'Asia 2004. Ha collezionato in totale, con la maglia della Nazionale, 12 presenze.

## Palmarès

### Club

#### Competizioni nazionali
- Campionato di calcio del Turkmenistan: 1

Nebitçi: 2004
- Coppa del Turkmenistan: 4

Gagarum: 2002
Nebitçi: 2003, 2004
Merw: 2008